# Número d'admiració
A Teoria de nombres, Admirable numbers significa que si un enter positiu, excepte ell mateix, té tots els factors, hi ha un factor {\displaystyle d\,^{\prime }}, i altres factors que no són en si mateixos, no {\displaystyle d\,^{\prime }}addition, després restar per deixar caure {\displaystyle d\,^{\prime }}, si és igual a ell mateix, l'anomenem Número d'admiració.
Tots els nombres primers vegades 6 majors de 3 són nombres admirables, de manera que hi ha infinitament molts nombres admirables.

## Exemple
Alguns dels números d'admiració més petits són:
12, 20, 24, 30, 40, 42, 54, 56, 66, 70, 78, 84, 88, 102, 104, 114, 120, 138, 140, 174, 186, 222, 224, 234, 246, 258, 270, 282, 308, 318, 354 …… (successió A111592 a l'OEIS).